# Новозеландска фока крзнашица
Новозеландска фока крзнашица (Arctocephalus forsteri), врста је фоке крзнашице која насељава океане углавном око јужне Аустралије и Новог Зеланда.
Иако популације у Аустралији и Новом Зеланду показују неке генетске разлике, њихове морфологије су врло сличне, па стога остају класификоване као једна врста. Након доласка људи на Нови Зеланд, а посебно након доласка Европљана у Аустралију и Нови Зеланд, лов је смањио популацију до близу изумирања.

## Назив
Ова врста позната је и као аустралоазијска фока крзнашица (енгл. Australasian fur seal), јужна аустралијска фока крзнашица, антиподска фока крзнашица (енгл. Antipodean fur seal), или дугоноса фока крзнашица (енгл. long-nosed fur seal),Назив новозеландска фока крзнашица користе енглески говорници на Новом Зеланду, док се у маорском језику користи користи назив kekeno.
Од 2014. године за популацију која живи у Аустралији предложен је назив дугоноса фока крзнашица.

## Опис
Пријављени су мужјаци тешки и до 160 кг; њихова просечна тежина је око 126 кг. Мужјаци могу бити дугачки 2 метра. Женке у просеку имају између 30–50 кг, а могу бити дужине до 1,5 метра. Малишани су у просеку 3,3–3,9 кг, дуги између 40 и 55 цм. Са 290 дана мужјаци имају око 14,1 кг, а женке око 12,6 кг. Имају спољне уши и задња пераја која се окрећу према напред, што их видљиво разликује од осталих фока. Имају шиљаст нос са дугим бледим брковима. Фоке крзнашице прекривене су са два слоја крзна. Длака је сиво смеђа на леђима, а на трбуху светлија. Неке имају беле врхове на дужим горњим длачицама, што им може дати сребрнаст изглед.
Такозване "горске фоке" (енгл. Upland Seals) који су некад живеле на Антиподским острвима и острву Маквори научници су сматрали као посебну подврсту са дебљим крзном, мада није јасно да ли су ове фоке биле генетски различите. 

## Дистрибуција
Врста се јавља у Аустралији и Новом Зеланду. Налази се у приобалним водама и на приобалним острвима јужне Аустралије, од југозападног угла Западне Аустралије до југоисточно од Острва Кенгура у Јужној Аустралији, а такође у јужној Тасманији и субантарктичком острву Маквори. Мале популације формирају се у Мореузу Бас (енгл. Bass Strait) и приобалним водама Викторије и јужног Новог Јужног Велса. Пре доласка људи на Нови Зеланд, врста се размножавала око целокупног новозеландског копна и његових субантарктичких острва. Сада постоје успостављене и растуће колоније око целог Јужног острва, на острву Стјуарт и на свим новозеландским субантарктичким острвима. На Северном острву постоје и новоосноване расплодне колоније. 

## Понашање

### Роњење
Ова врста може да плива као морска свиња (наизменично зарањајући и израњајући из воде)  када брзо путује морем. Они могу ронити дубље и дуже од било које друге фоке крзнашице.  Женке могу ронити око 9 минута и на дубини од око 312 метара, а могу заронити дубље и дуже у јесен и зиму. Мужјаци могу ронити око 15 минута до дубине од око 380 метара.  У просеку врста рони само 1-2 минуте.  Када роне за храну, током дана роне дубље, али ноћу плитко, јер током дана њихов плен обично мигрира у веће дубине, а током ноћи мигрира назад. 
Женке које доје мењају свој начин роњења како би се редовно бринуле о својим младима. Зарони су краћи, са око 9 минута на 5 минута. Прво може бити потребно неколико дужих зарона како би се пронашао плен. Краћи зарони користе ова места. Због разлике у обрасцу роњења између мујака и женки, постоји врло мало међуполне конкуренције за изворе хране. Мужјаци се обично хране даље од обале у дубљим водама, док женке обично користе приобални појас као место за исхрану. Сматра се да би разлике у способностима роњења и дубинама могле бити узрок сексуалног диморфизма између мужјака и женки. 
Ронилачко понашање младунаца започиње у месецима пре одбијања од сисе, када се штене доји. Штенци почињу да роне у доби од 6-10 месеци, али се зна да ће одбијање бити у старосној доби од 8 до 11 месеци, тако да младунци немају пуно времена да науче да се хране. Штенци морају постепено развијати вештине ноћног роњења, док још увек имају мајчино млеко као храну ако зарони нису успешни. Узраст, физиолошки развој и искуство важни су фактори успеха у лову и доприносе развоју ронилачких способности штенаца. Овај прелазни период када млади постају независни у исхрани, док је њихова ефикасност сакупљања хране прилично ниска, време је високог ризика, а смртност може бити веома велика. На основу узорака измета, установљено је да млади прво једу главоношце и на крају долазе до риболова, али то је можда само резултат доступности плена током различитих доба године. 

### Комуникација
Мужјаци се гласно изражавају кроз лајање или цвиљење, било као грлену претњу, претњу ниског интензитета, потпуну претњу или покорни позив. Женке реже и такође имају висок, завијајући позив за штенце.  Позиви за привлачење штенаца омогућавају комуникацију са већих удаљености. Када су заједно, женке користе олфакторно препознавање како би потврдиле штене као своје.  У мужјака је екран пуног врата неконвенционално држање које делује као претња околним мужјацима помоћу којих ће они моћи да процене међусобни статус доминације. 

### Репродукција
Женке сазревају између 4 и 6 година, а мужјаци између 8 и 10 година.  Ове фоке су полигине.   Мужјаци заузимају и чувају територију крајем октобра пре него што женке стигну.  Жене се често паре само једном годишње, а то се обично дешава у просеку осам дана након порођаја у трајању од око 13 минута. Женке имају одложену имплантацију оплођеног јајашца, тако да имплантација на зид материце не постоји 3 месеца.  Трудноћа траје 9 месеци.  Женке су агресивније пред порођај и не воле да им се приближава одмах након порођаја. Женке ће се размножавати до смрти, која је у просеку у старости између 14 и 17 година. 
Женке први пут долазе на обалу између новембра и јануара,  само неколико дана пре порођаја, и остају близу места порођаја до десет дана. Кад су близу порођаја, постају врло немирне и раздражљиве. Када почне порођај, који може трајати чак пет сати, оне лежу и бацају главу у ваздух, напрежући се на предњим перајима, подижући задњи део тела или се крећу бочно, пре него што полако спусте главу доле, процес који понављају док коначно не роде. У једној студији, посматрањем стварног рођења, почевши од тренутка када је штенад први пут виђен, пронађено је да порођај главом напред траје у просеку 2 минута, али просечно 6,5 минута ако је порођај репом напред. Одмах након рођења мајка почиње често њушити новорођенче како би га лако идентификовала када га мора пронаћи након излета на море. Малишани су прилично зрели по рођењу и за 60 минута почињу сисати око 7 минута. С временом дојење може бити дуже од 33 минута. 
Мајкама може бити потребно од 45 минута до 3 дана пре него што оставе штене да пливају, и 6–12 дана да би отишле на дужа путовања за храну. Чак и тада мајке имају тенденцију да не остављају штенце на дуже од 2 дана. Када су штенад стара око 21 дан, примећено је да се скупљају у малим групама док су њихове мајке одсутне. Када се женке врате, хране само своје штенце, а виђено је да су непријатељски расположене према штенади која нису њихова. 
Документовано је да женски туљани постепено повећавају излете ради храњења током дојења. Утврђено је да су мајке које имају синове дуже путовале у потрагу за храном него мајке које су имале ћерке током периода дојења. Када се посматрају обрасци раста код мужјака и женки штенаца унутар две посматране групе, препознаје се да су обрасци раста слични, али мужјаци расту брже и по престанку дојења дојења су тежи у неким годинама.  Дојење може трајати око 300 дана. Млади почињу јести чврсту храну непосредно пре одбијања, па се на крају одбију од сисе око септембра, када се разиђу. 
Смртност штенаца приписана је природним факторима и људском утицају. Највећи природни узрок смрти штенаца је гладовање, праћено гушењем у амниону, мртворођењем, гажењем, утапањем и грабљивцима.  Људски фактори укључују руковање с штенцима, обележавање и људско присуство уопште. 

## Дијета
Њихова прехрана укључује главоношце, рибе и птице.  Хоботнице и стреласте лигње чине већину међу овим главоношцима.
Познато је да јединке који се налазе у близини јужне границе једу пингвине као део њихове исхране. Садржај желуца је анализиран и показано је да укључује инћуне, баракуде, иверке, колоусте, јегуље, црвени бакалар, школске морске псе и многе друге врсте. Даљња анализа остатака из њиховог фецеса показује да риба фењер сачињава већину њихове прехране рибом, а следе је инћуни, ружичасти бакалар и хоки.  Постоје различити фактори који утичу на њихову исхрану, као што су сезона, пол, размножавање, околна колонија, океанографија и климатски обрасци.

## Предатори
Познати грабљивци јесу китови убице, морски пси, мушки новозеландски морски лавови и, вероватно, морски леопарди. Новозеландски морски лавови циљају штенце као свој плен.  Откривено је да неколико регургитација морских лавова садржи остатке младунаца фоке крзнашице, неке са пластичним ознакама које су претходно биле причвршћене за женске младунце фоке. 

## Људски утицај
Пре доласка људи, туљани су живели око читавог Новог Зеланда. Лов првих досељеника на Новом Зеланду, Маора, смањио је њихову распрострањеност. Комерцијални лов је, убрзо након европског открића Новог Зеланда у 18. веку, до краја 19. века смањио популацију близу изумирања.
Данас је комерцијални риболов један од главних узрока смрти новозеландских туљана, обично уплитањем и утапањем у мрежама за рибу.  Праћењем ових перајара у региону Каикоура утврђено је да су заплете са зеленим мрежама за вучу и пластичном врпцом најчешћи. Нешто мање од половине јединки успешно је ослобођено са добрим изгледима за преживљавање и поред знатних повреда. Краљевско друштво за заштиту шума и птица проценило је да је преко 10.000 туљана могло да се утопи у мрежама између 1989. и 1998.  Такође се зна да су их комерцијални и рекреативни риболовци гађали пушкама, јер се претпоставља да ометају риболовну опрему. Колико често се ове пуцњаве догађају, није познато, али су групе за притисак навеле да се очекује пораст сукоба између туљана и комерцијалног риболова. Дана 21. августа 2014. године, две распадајуће животиње пронађене су обезглављене у близини залива Лоут у Јужној Аустралији. Околности њихове смрти сматране су сумњивим и истрага је уследила након њиховог откривања.  Током 2015. године, неколико конзервативних чланова парламента охрабрило је јавну расправу о потенцијалном спровођењу одстрањења фока у Јужној Аустралији, као одговор на све веће интеракције с комерцијалним рибарством Јужне Аустралије. Од јула 2015. године, убијање дугоносих фока крзнашица и даље је незаконито дело.
Људска активност у близини колонија фока је била повезана са узнемиреношћу и паником, што је резултирало индиректном смрћу штенаца. Употреба металних ушних ознака код штенаца такође је повезана са слабљењем штенаца услед непотпуног зацељења места ознаке. 

### Законска заштита

#### Аустралија
У водама Комонвелта Аустралија, Arctocephalus forsteri је заштићен законом (енгл. Environment Protection Biodiversity Conservation (EPBC) Act 1999) под којим је регистрован као заштићена морска врста. Врста је такође заштићена у оквиру надлежности других аустралијских држава:
| Држава             | Регистрована као      | Закон                                          |
| ------------------ | --------------------- | ---------------------------------------------- |
| Нови Јужни Велс    | Рањива                | Threatened Species Conservation Act 1995 (NSW) |
| Јужна Аустралија   | Морски сисар          | National Parks and Wildlife Act 1972 (SA)      |
| Тасманија          | Ретка                 | Threatened Species Protection Act 1995 (TAS)   |
| Викторија          | Заштићена             | Wildlife Act 1975 (Vic)                        |
| Западна Аустралија | Друга заштићена фауна | Wildlife Conservation Act 1950 (WA)            |

Ова врста је заштићена стварањем Морског парка (енгл. Marine Park) површине 16 милиона хектара на источниј страни острва Маквори 2000. године. Влада Тасманије је уз то проширила Природни Резерват острва Маквори за 3 морске миље око острва.